# パリ条約 (1229年)

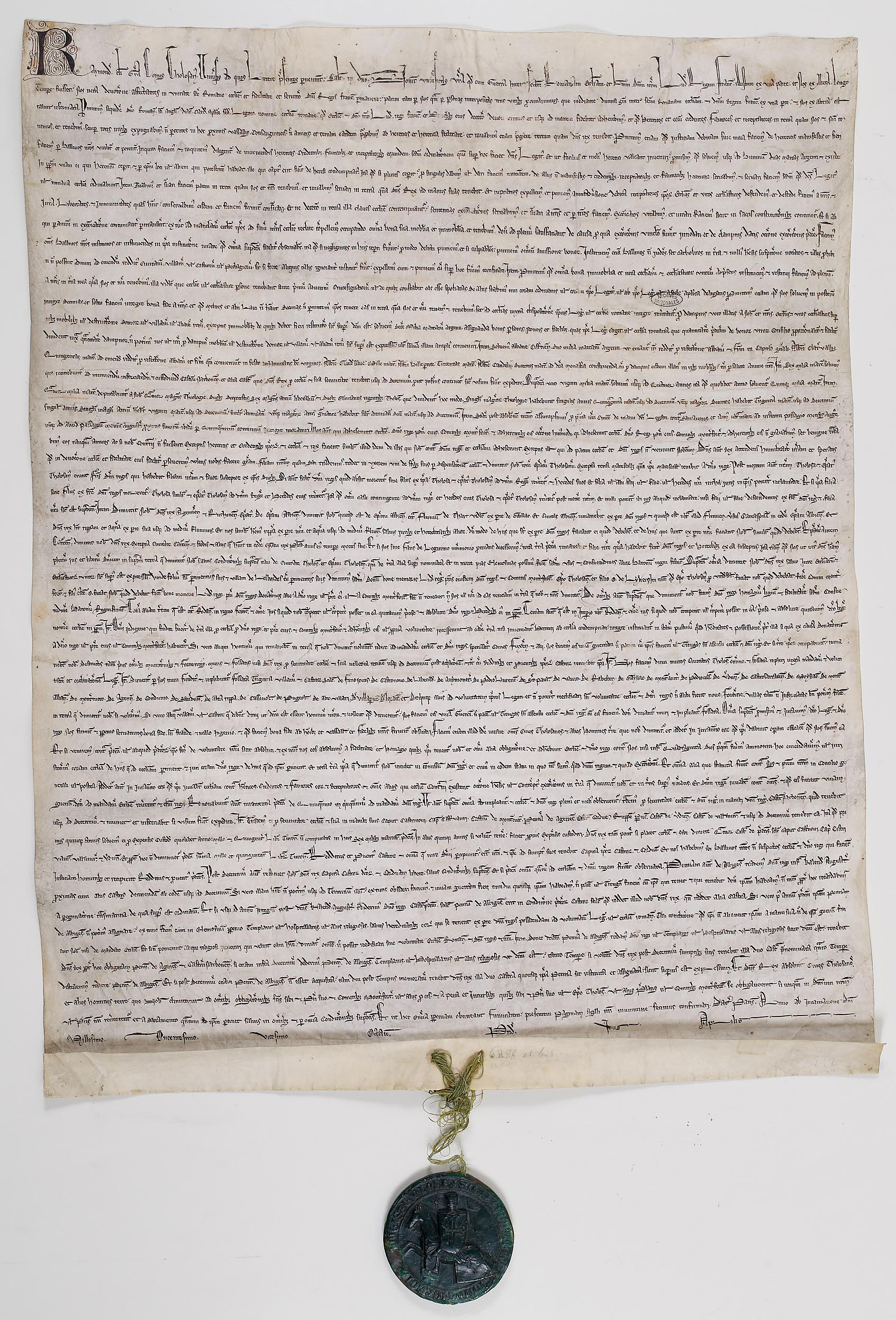
レーモン7世によるパリ条約の批准

パリ条約（パリじょうやく、英語: Treaty of Paris）、またはモー条約（モーじょうやく、英語: Treaty of Meaux）は、1229年4月12日にパリ近くのモーで締結された、フランス王ルイ9世とトゥールーズ伯レーモン7世の間の条約。ルイ9世は当時まだ14歳であり、実際に条約を締結したのは母のブランシュ・ド・カスティーユだった。

## 内容
条約はレーモン7世が敗北を認めたことで1209年からのアルビジョア十字軍を終わらせた。レーモン7世の娘ジャンヌとルイ9世の弟アルフォンス・ド・ポワティエの結婚が定められた。ジャンヌがレーモン7世の相続人だったため、これはレーモン7世の死後2人がトゥールーズの統治者になることを意味する。レーモンはさらに領地の東部地域をルイ9世に、プロヴァンス辺境伯領をローマ教皇グレゴリウス9世に割譲した。

## 影響
条約はオクシタニアの自治を終わらせた。レーモンは領地の半分をルイ9世に割譲したほか、残りの領地も自身とアルフォンスが亡くなると王領に組み込まれることが予定された。レーモン7世は封建制における権利を取り戻したがルイ9世への忠誠を誓わなければならず、トゥールーズなどの要塞は取り壊された。レーモン7世はルイ9世の臣下としてカタリ派狩りを行わなければならず、カタリ派は政治的な保護を失った。